# Nicolae Vasiu
Nicolae Vasiu (n. 1880, Hațeg, județul Hunedoara – d. 1920) a fost un deputat în Marea Adunare Națională de la Alba Iulia , organismul legislativ reprezentativ al „tuturor românilor din Transilvania, Banat și Țara Ungurească”, cel care a adoptat hotărârea privind Unirea Transilvaniei cu România, la 1 decembrie 1918  :p. 227..

## Biografie
A urmat școala primară :p. 227.  

## Activitatea politică
Ca deputat în Adunarea Națională din 1 decembrie 1918, Nicolae Vasiu a fost delegat al Cercului electoral Hațeg :p. 227.